# Nemea (Heiligtum)

Der hellenistische Zeustempel mit vorgelagertem Altar

Lage von Nemea

Nemea (altgriechisch Νεμέα ‚Weideland‘) ist der Name eines antiken Zeusheiligtums in Griechenland, das in dem gleichnamigen Tal etwa 25 Kilometer südwestlich von Korinth auf der Peloponnes liegt. Es war Schauplatz der Nemeischen Spiele, der Nemeen.

## Mythos
Wie auch jedes andere antike Heiligtum war die Gründung von Nemea und der agonalen Spiele in einen bestimmten mythischen Kontext eingebunden. Es mag zunächst verwundern, dass augenscheinlich zwei Gründungsmythen existieren.
So benennen antike Autoren zum einen den Heroen Herakles, der als erste seiner zwölf Arbeiten den nemeischen Löwen, ein Kind des Typhon und der Echidna, mit bloßen Händen erwürgte, da dieser mit normalen Waffen nicht verwundet werden konnte. Zum Dank für diesen Sieg stiftete Herakles seinem Vater Zeus das Heiligtum samt den Spielen. Die Verbindung zwischen der Tötung des Ungeheuers und der Gründung von Nemea fand jedoch erst im 1. Jahrhundert n. Chr. statt, zu einer Zeit also, in der das Heiligtum wohl längst dem Verfall preisgegeben war.
Die zweite überlieferte Erklärungssage für die Gründung der nemeischen Spiele entspringt dem Sagenkreis der Sieben gegen Theben: Den nemeischen König Lykurgos, der in mehreren Quellen auch als ein Priester des Zeus genannt wird, hatte ein delphisches Orakel davor gewarnt, seinen Sohn Opheltes zu Boden zu legen, ehe dieser laufen konnte. Lykurgos vertraute der Amme Hypsipyle, der ehemaligen Königin von Lemnos und Geliebten des Iason, das Kind an. Um den sieben Heerführern, die auf ihrem Weg nach Theben über Nemea kamen, eine Quelle zu zeigen, bettete Hypsipyle das Kind jedoch auf wilden Sellerie. Eine große Schlange erwürgte daraufhin Opheltes, dem der Seher Amphiaraos den Namen Archemoros, „Anfang des Todgeschicks“, gab und damit den unheilvollen Ausgang des Feldzugs voraussah. Um die Götter günstig zu stimmen, hielten die Sieben Leichenspiele für Opheltes-Archemoros ab, deren Sieger mit Sellerie bekränzt wurde.

## Forschungsgeschichte
Eine der frühesten Grabungen im Bereich von Nemea wurde 1766 mit finanzieller Unterstützung der Londoner Society of Dilettanti unternommen. Die vornehmliche Suche nach Bauskulpturen des Tempels blieb jedoch erfolglos. Da die Ableitung des hohen Grundwassers zur Zeit der türkischen Herrschaft ausgesetzt wurde, konnten weitere Grabungen erst aufgenommen werden, nachdem ein französisches Ingenieursteam 1883 das Tal entwässert hatte. Die im folgenden Jahr und ebenfalls 1912 von französischen Archäologen unternommenen Anstrengungen zur Freilegung des Heiligtums erzielten jedoch nicht den gewünschten Erfolg, so dass die École française d’Athènes 1924 ihre Grabungslizenzen für Nemea an die American School of Classical Studies at Athens abtrat. Unter der Leitung von Bert Hodge Hill und Carl Blegen wurden in drei Kampagnen umfangreiche Teile des Heiligtums, wie der Altar, das Bad und der westliche Teil des Xenons, entdeckt. Insgesamt wurde das Grabungsareal um mehr als ein Hektar erweitert.
In den folgenden Jahrzehnten rückte Nemea aus dem Fokus des archäologischen Interesses. Erst 1962 nahm der amerikanische Archäologe Charles K. Williams für zwei Jahre die Ausgrabungen wieder auf, wobei er sich insbesondere auf den Zeustempel konzentrierte. Seit 1973 führt die University of California, Berkeley, in kontinuierlichen Kampagnen die Forschungsarbeit am Heiligtum fort. Die Hauptausgrabungen wurden im Jahr 2001 beendet.

## Das Heiligtum

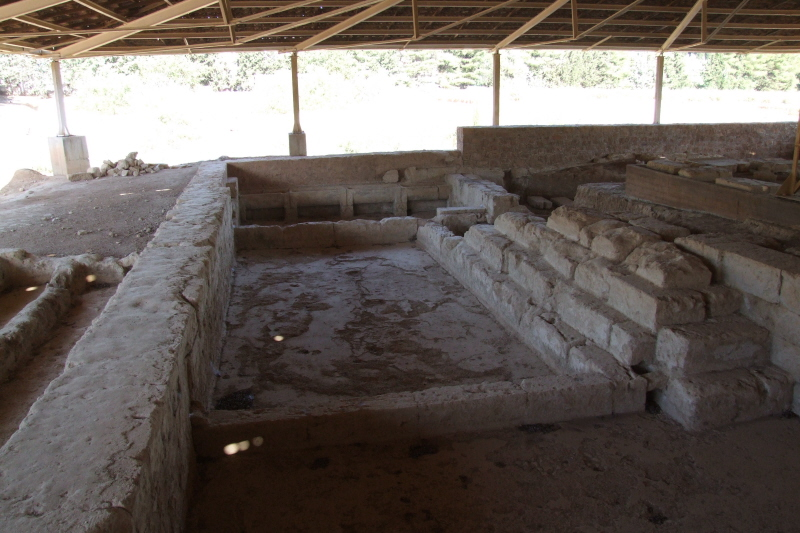
Das Badehaus im Heiligtum Nemea

Vom Heiligtum sind noch ein Heroon (wahrscheinlich des Opheltes) aus dem frühen 6. Jahrhundert v. Chr. sowie einige Schatzhäuser erhalten, ferner ein großes Bad für die Athleten mit mehreren Waschtrögen.
Die Hauptattraktion des Heiligtums war und ist der Tempel des Zeus. Ein erster Bau aus dem 6. Jahrhundert v. Chr. wurde im 5. Jahrhundert zerstört. Etwa 350-330 v. Chr. wurde mit Material aus Kleonai ein Neubau im dorischen Stil errichtet, dessen Säulen im Inneren der Cella unten korinthisch und oben ionisch waren. Eine solche Stilmischung findet man auch im Apollontempel bei Bassae und im Tempel der Athene von Tegea. Weitere Besonderheiten dieses Tempels sind eine Art Krypta im hinteren Teil der Cella, möglicherweise ein Adyton und das gänzliche Fehlen eines Opisthodoms, wie es bei einem dorischen Tempel zu erwarten gewesen wäre. Damit ist der Tempel, wie für die Spätklassik häufig vorzufinden, unkanonisch.

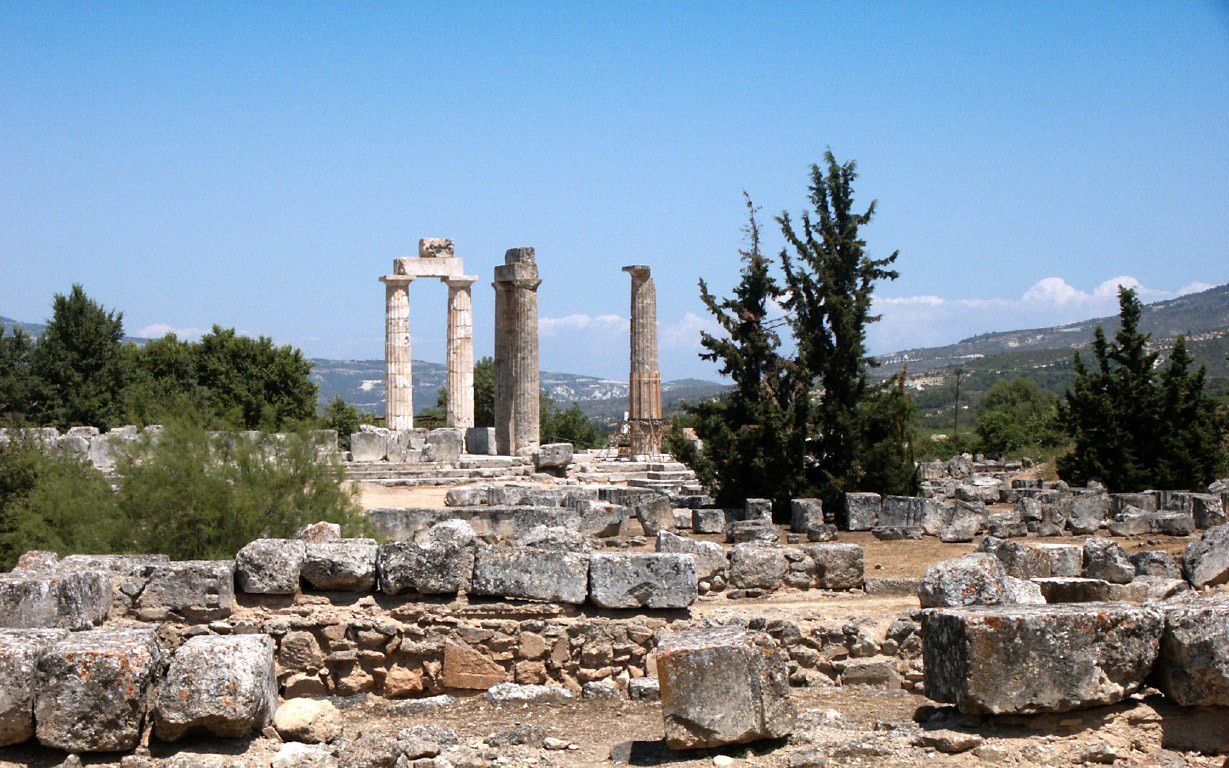
Der Zeus-Tempel (Zustand 2004)
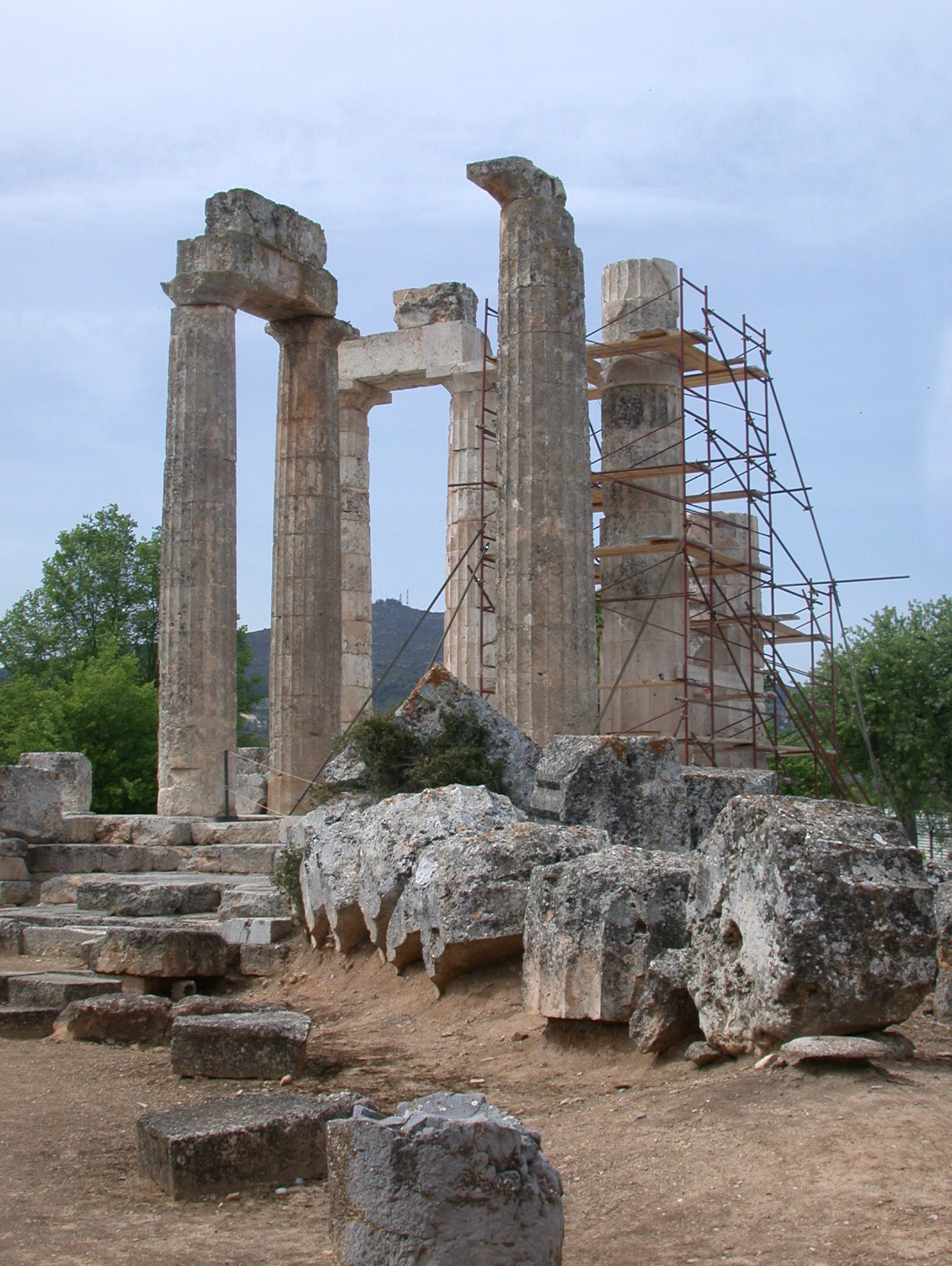
Der Zeus-Tempel (Zustand 2006)
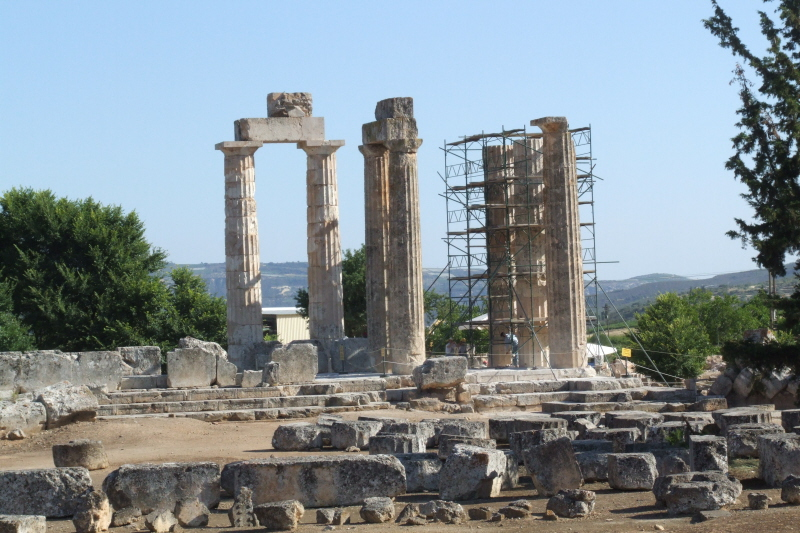
Der Zeus-Tempel (Zustand im Juni 2007)
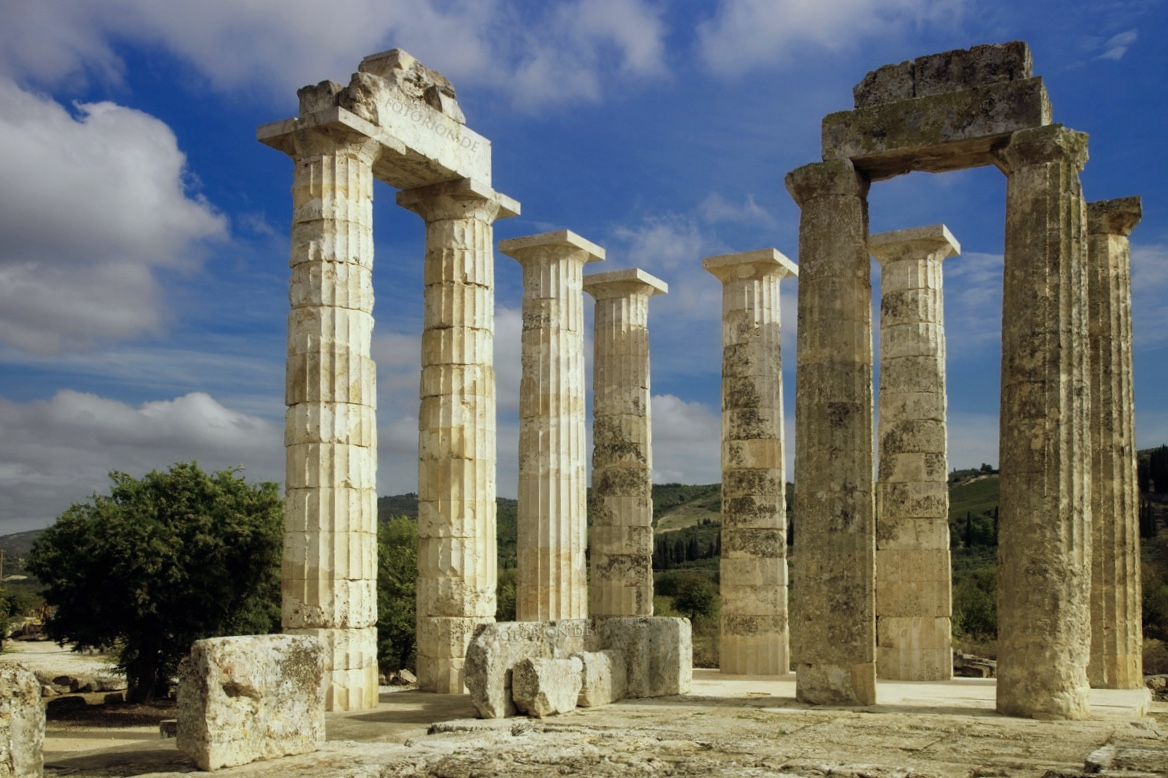
Der Zeus-Tempel (Zustand im Oktober 2011)

Der Tempel wird unter Verwendung der vorhandenen Trümmer rekonstruiert. Der Fortschritt der Arbeiten ist auf den obigen Bildern dokumentiert.

## Das Stadion

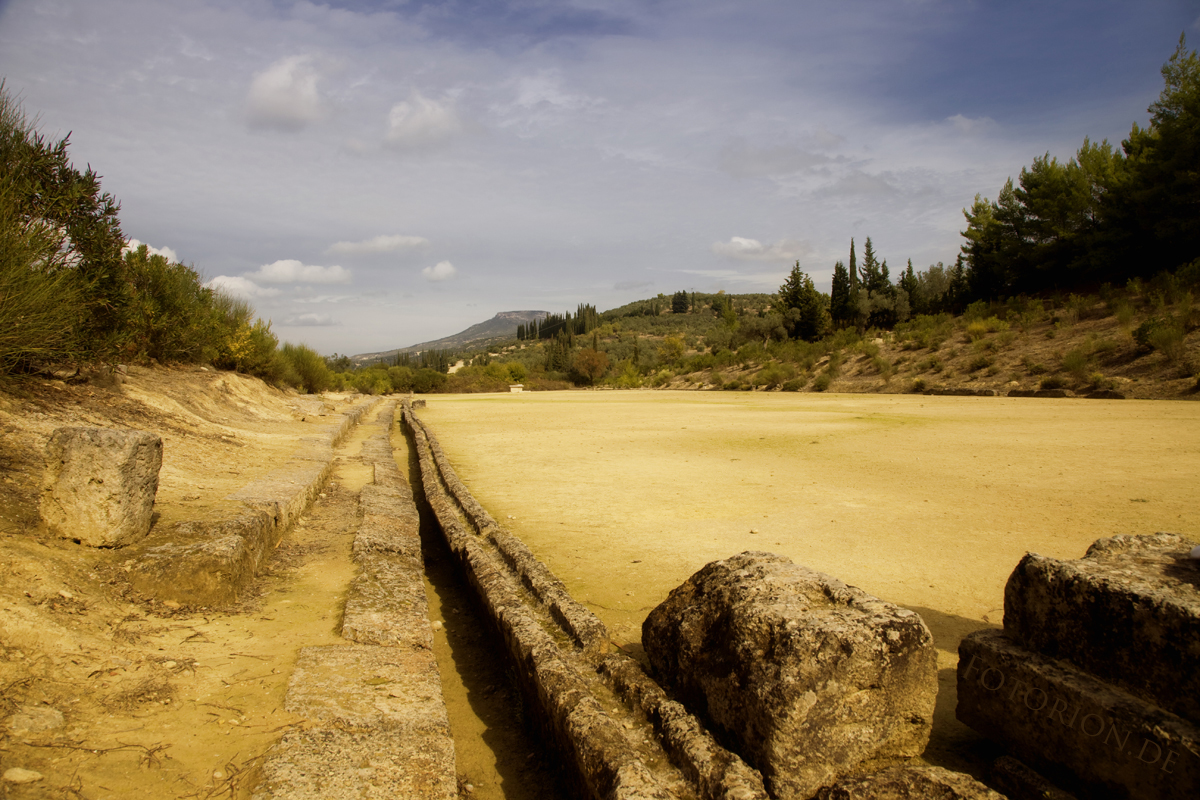
Das antike Stadion in Nemea

Zum Stadion gehören ein Umkleideraum (Apodyterion) mit einem Säulenhof sowie ein gewölbter Durchgang als Zugang für die Athleten. In diesem Durchgang sind noch zwei Kalós-Inschriften sichtbar. Der heute sichtbare Bau stammt aus dem 4. Jahrhundert v. Chr. und fasste etwa 40.000 Zuschauer, die auf dem bloßen Erdboden standen. Die Startanlage bestand (wie in Isthmia) aus hölzernen Pflöcken, an denen Querbalken befestigt waren, die mit einem Seilzug gesenkt werden konnten, um für alle Läufer zugleich die Bahn freizugeben. Die Bahnlänge beträgt etwa 178 m.